# Justin Gray
 Justin Gray  (ur. 31 marca 1984 w Raleigh) – amerykański koszykarz występujący na pozycji rozgrywającego lub rzucającego obrońcy, obecnie trener Western Carolina Catamounts.
W 2002 wystąpił w meczu gwiazd amerykańskich szkół średnich – Jordan Classic.
W sezonie 2009/2010 występował na parkietach PLK w zespole Turowa Zgorzelec.
Przez kilka lat z rzędu brał udział w rozgrywkach letniej ligi NBA. W 2006 reprezentował Toronto Raptors, 2007 – New Orleans Hornets, 2008 – Indiana Pacers.
13 kwietnia 2021 został trenerem drużyny akademickiej Western Carolina Catamounts.

## Osiągnięcia
Na podstawie, o ile nie zaznaczono inaczej.
NCAA
- Uczestnik rozgrywek:
  - Sweet Sixteen turnieju NCAA (2004)
  - II rundy turnieju NCAA (2003–2005)
- Mistrz sezonu regularnego konferencji Atlantic Coast (ACC – 2003)
- Most Outstanding Player (MOP=MVP) turnieju NIT Season Tip-Off (2005)
- Zaliczony do:
  - I składu:
    - ACC (2004)
    - pierwszoroczniaków ACC (2003)

  - II składu ACC (2005, 2006)
- Lider konferencji ACC w skuteczności rzutów za 3 punkty (40,5% – 2005)[3]

Drużynowe
- Mistrz:
  - Czech (2009)
  - Białorusi (2015–2017)
- Zdobywca pucharu:
  - Czech (2009)
  - Białorusi (2015, 2016)
- Finalista pucharu Polski (2010)

Indywidualne
- MVP ligi białoruskiej (2016)

Reprezentacja
- Uczestnik mistrzostw świata U–21 (2005)